# Première guerre Zhili-Fengtian
 (novembre 2016).
Le contenu est difficilement compréhensible vu les erreurs de traduction, qui sont peut-être dues à l'utilisation d'un logiciel de traduction automatique.
La première guerre Zhili–Fengtian (ou Première guerre Chihli-Fengtien; chinois simplifié : 第一次直奉战争 ; chinois traditionnel : 第一次直奉戰爭 ; pinyin : Dìyīcì Zhífèng Zhànzhēng) est un conflit chinois qui éclata en 1922 dans la République de Chine entre deux puissantes cliques chinoises : le seigneur de la guerre du Zhili affronta celui du Fengtian pour le contrôle du pouvoir à Pékin au sein du gouvernement de Beiyang. La guerre entraîna la défaite de la clique du Fengtian, provoquant la chute de son général, Zhang Zuolin, qui sera dès lors exclu du gouvernement central. Wu Peifu montrera des qualités de stratège qui permettront au Zhili de remporter la victoire et d'imposer ainsi son autorité sur les autres cliques chinoises.

## Prélude
S'étant conjointement emparé de Pékin en 1920 après la guerre Zhili-Anhui, la clique de Fengtian et celle du Zhili dominaient le gouvernement nominal de la Chine. Les tensions entre les deux cliques apparurent bientôt dans leur difficile gestion collégiale des affaires du pays. En outre, alors que la clique du Zhili était soutenue par les Britanniques et les Américains, la clique du Fengtian l'était par le Japon. Le gouvernement japonais avait jadis aidé et financé leur ennemi, la clique de l'Anhui, avant de changer de camp avec la chute de l'Anhui durant la guerre Zhili-Anhui. Chaque clique défendait d'une certaine manière les intérêts contradictoires de leurs principaux financeurs. En 1922, la clique du Fengtian remplaça le premier ministre Jin Yunpeng par Liang Shiyi, sans avoir au préalable demandé le consentement de son allié du Zhili. Le 25 décembre 1921, un nouveau cabinet gouvernemental dirigé par Liang Shiyi fut imposé par Zhang Zuolin. Immédiatement, le nouveau cabinet fit l'erreur d'accorder l'amnistie à six anciens membres de l'ancien gouvernement qu'avait dirigé la clique de l'Anhui. Malgré la très vive opposition de la clique de Zhili à cette amnistie, celle-ci fut appliquée et le Zhili perdit le pouvoir à Pékin.
Les tensions s'intensifièrent encore lorsque le nouveau gouvernement refusa de reverser près de 3 millions de dollars pour le budget militaire de la clique du Zhili, comme cela avait été promis auparavant. De plus, Liang Shiyi essaya de négocier un nouveau prêt japonais en échange de l'abandon du problème du Shandong. En conséquence, Wu Peifu força l'impopulaire Liang Shiyi à démissionner le 25 janvier 1922. Avec lui, l'influence pro-fengtiane présente au sein du gouvernement central s'effondra un mois seulement après sa formation. Dès lors, Zhang Zuolin voulut résoudre par la force les divergences et fit déployer des troupes, le 10 avril 1922, le long de la voie ferrée Pékin-Hankou. Mais il n'avait pas encore formellement rompu avec Wu Peifu du Zhili. Pour se protéger, Wu Peifu déplaça sa 27e division au sud de la grande muraille. Plusieurs initiatives furent lancées pour proposer une médiation entre les deux cliques mais elles échouèrent. 
Wu Peifu s'attacha à dissoudre la coalition que le Fengtian tentait de créer. Après l'échec de la médiation de Cao Kun, seigneur de la clique de l'Anhui, Wu Peifu parvint à le dissuader de soutenir le Fengtian et de rester neutre. De même, pour neutraliser Sun Yat-sen et l'empêcher de venir depuis le Guangdong, il soutint la rébellion de Chen Jiongming, seigneur de la clique du Guangdong, contre Sun Yat-sen, paralysant l'action du Kuomintang. 
Finalement, les hostilités se déclenchèrent peu de temps après, le 25 avril 1922.

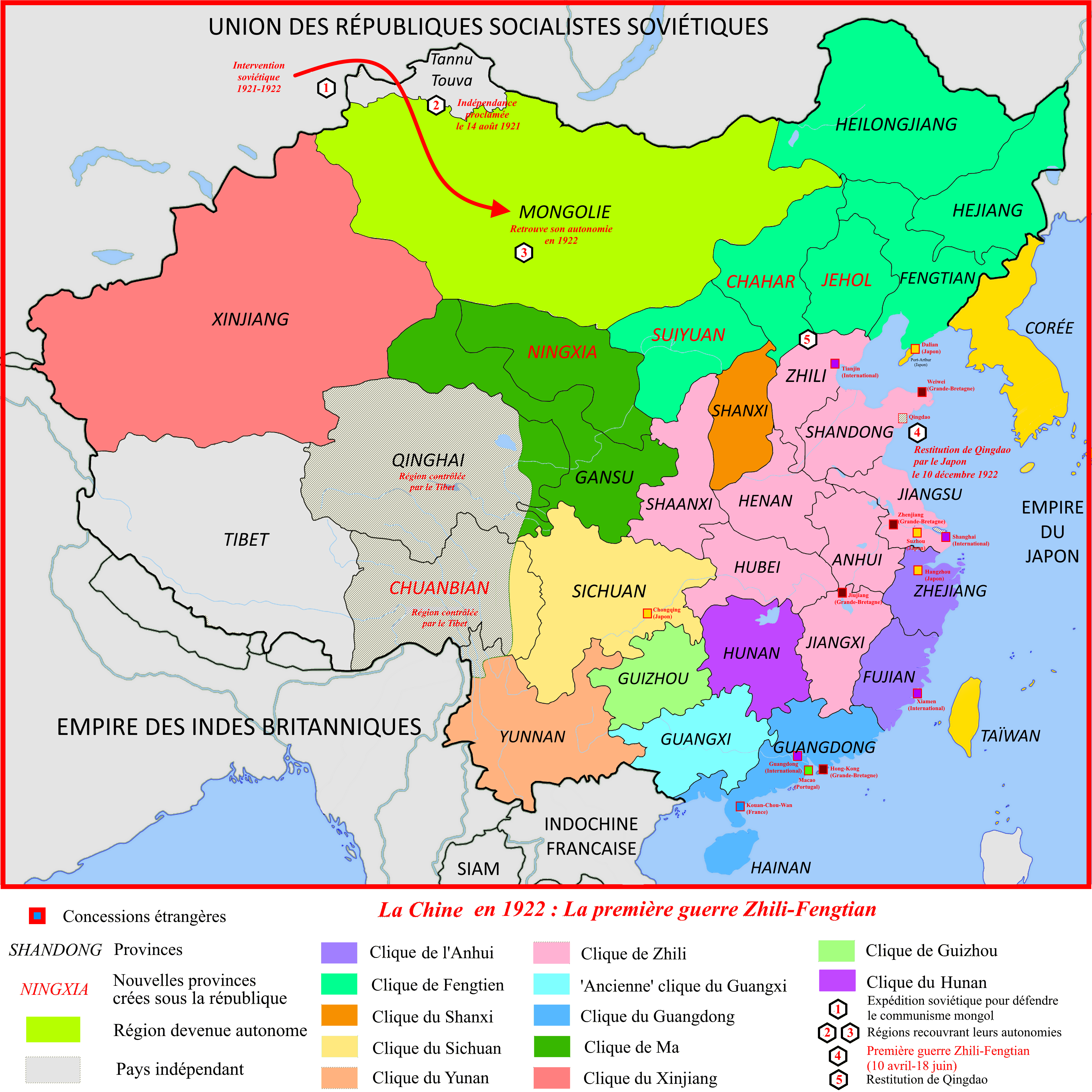
Carte de la situation de la Chine de 1921 à 1922

## Les forces en présence
Les armées du Zhili comprennent près de 100 000 hommes, tandis que la clique de Fengtian disposait d'une armée de près de 120 000 soldats. L'armée du Fengtian était plus nombreuse, mieux équipée et mieux armée que celle du Zhili car elle avait été formée par le Japon. 

### Ordre de bataille de l'armée de Zhili
- Commandant en chef et commandant du front occidental : Wu Peifu - 3e division d'infanterie

- Chef du front central: Wang Chengbin (en) (王承斌) - 23e division d'infanterie

- Chef du Front de l'est: Zhang Guorong (张国熔), aidé par Zhang Fulai (张富来) - 24e et 26e division d'infanterie

### Ordre de bataille de l'armée Fengtian
- Commandant en chef et commandant du front de l'est : Zhang Zuolin, aidé par son lieutenant Sun Liechen (孙烈臣)

- Commandant du front occidental: Zhang Jinghui, qui répartit ses troupes sur trois échelons :
  - Première ligne: Bao Deshan (鲍德山) - 1re et 16e division d'infanterie
  - Deuxième ligne: Zhang Xueliang
  - Troisième ligne: Li Jinglin (李景林)

## Plans et stratégies
Reprenant la tactique employée durant la précédente guerre Zhili-Anhui de 1920, l'armée de Fengtian porta son offensive sur les deux fronts de l'est et de l'ouest en même temps. Le grand quartier général de toute l'armée était à Junliangcheng (en) (军粮城), et c'était également le QG de l'armée du front de l'est. Commandant personnellement les forces de ce front, Zhang Zuolin ordonna l'attaque générale dès son arrivée à son QG le 29 avril 1922. Zhang Jinghui, qui dirigeait les forces du front de l'ouest, avait établi son quartier général à Changxindian (长辛店) et devait porter le combat contre le QG ennemi de la clique du Zhili basé à Baoding.

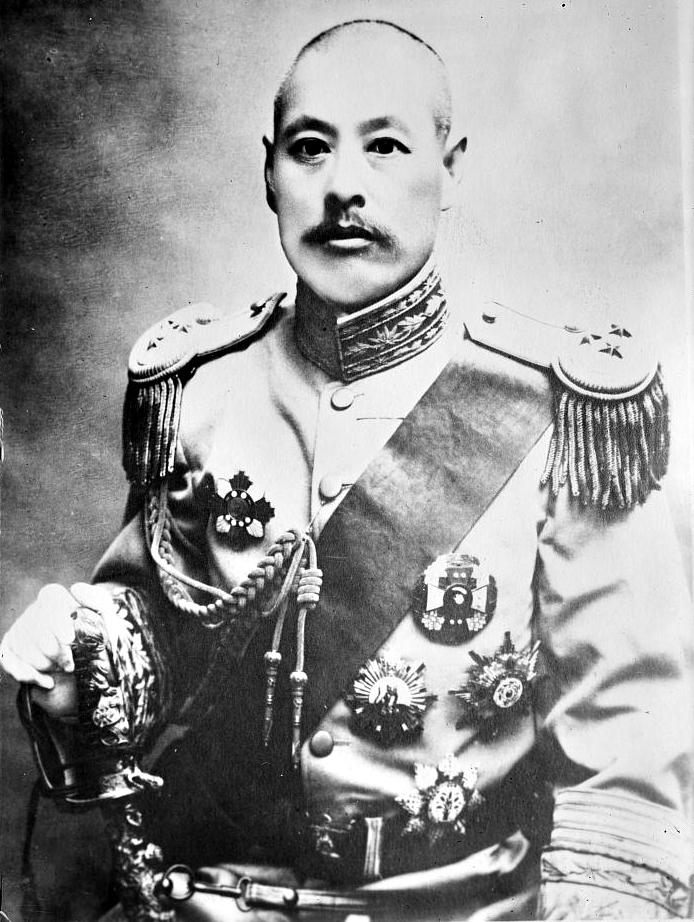
Wu Peifu, seigneur de la clique du Zhili

L'armée du Zhili se déploya sur trois fronts. Wu Peifu dirigeait personnellement la 3e division sur le front de l'ouest et avait placé son QG en conséquence à Liulihe (琉璃河) près de Pékin. Wang Chengbin (en) (王承斌), commandait la 23e division basée à Gu'an (固安). Zhang Guorong (张国熔), dirigeait la 26e division stationnée à l'est de la ville de Dacheng (大城) et reçut plus tard les renforts de la 24e division de Zhang Fulai (张富来).

## Front de l'ouest
Les troupes du Fengtian se sont déployées dès le 10 avril 1922. Lorsque la guerre a éclaté le 29 avril 1922, l’armée de Zhili a été aussitôt repoussée sur le front oriental jusqu'à Renqiu et Hejian (河间). Sur le front occidental, les forces de Zhili n'ont pu faire aucun progrès dans leur offensive car elles furent rapidement fixées par l'intense barrage d'artillerie de l'armée du Fengtian. C'est pourquoi le 30 avril 1922, Wu Peifu se rendit personnellement à ce front pour coordonner le bombardement des positions adverses tandis que sa principale force débordait l'ennemi par l'arrière. Cette attaque surprise réussit pleinement et bouscula toutes les forces du Fengtian sur ce front. Le 4 mai 1922, la 16e division fengtiane de Feng Guozhang, composée d’anciens soldats du Zhili, trahit, déserta et rallia Wu Peifu. Toute la ligne de défense du Fengtian s'effondra alors et la 1re division fengtiane dut alors battre en retraite vers Fengtai pour éviter l'anéantissement total. Ce n'est qu'après une longue phase de recomposition que cette 1re division put stopper l'offensive Zhili et reprendre Changxindian (长辛店).
Le succès de cette contre-offensive fengtiane a toutefois été de courte durée. Wu Peifu changea de tactique en simulant une retraite, poussant l'armée du Fengtian, leurré, à partir à sa poursuite et tomba brutalement dans une embuscade. En effet, les troupes fengtiane se sont avancées sans méfiance en s'éparpillant trop vite. Saisissant l’occasion, le Zhili les attaqua par les flancs et écrasa l'adversaire. Cette fois, la victoire fut complète. L'armée fengtiane sur le front occidental avait été complètement annihilée. Du coup, le Zhili put rapatrier son armée vers le front de l'est en renfort.

## Front de l'est

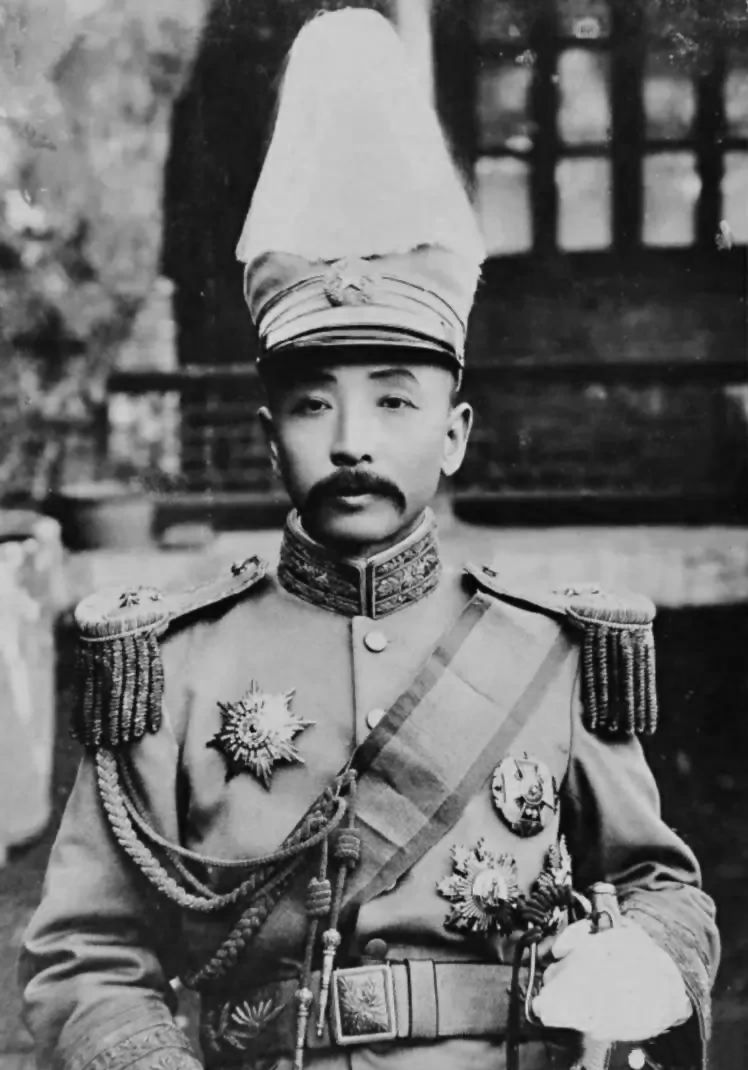
Zhang Zuolin, seigneur de la guerre de la clique du Fengtian

L'armée du Fengtian sur le front de l'est remporte initialement des victoires, forçant les troupes du Zhili à engager des combats d’arrière-garde désespérées pour protéger leur retraite. Cependant, dès que la nouvelle leur défaite totale sur le front de l’ouest leur parvient, le 1er échelon de l’armée du Fengtian de Bao Deshan (鲍德山) renonce à se battre pour une cause jugée désormais perdue et laisse son flanc dangereusement exposé. Pour éviter d'être complètement encerclé, Zhang Zuolin ordonna une retraite générale afin d'échapper à l’anéantissement total. La seconde ligne de l'armée du Fengtian commandée par son fils, Zhang Xueliang, représentait l'élite de l’armée du Fengtian et devient dès lors cible principale des offensives du Zhili. Après sa victoire complète sur le front ouest, Wu Peifu redéploya ses troupes expérimentées de la 3e et 26e divisions et dirigea personnellement leur attaque sur les unités de Zhang Xueliang. Bien que ce dernier parvint à repousser avec succès les charges ennemies avec des pertes mineures, il dut finalement organiser une  retraite ordonnée et abandonna le terrain conquis pour éviter à son tour d'être encerclé.
Le 3e échelon de l’armée du Fengtian était sous le commandement de Li Jinglin (李景林) et avait initialement réussi à briser les attaques ennemies sur le gué de Yaoma (Yaomadu, 姚马渡). Bien qu'elles eussent capturé plus d’un millier de soldats du Zhili, les troupes apprirent également la défaite subie sur le front occidental. Là encore, cela provoqua l'effondrement du moral des troupes. Profitant de la situation, le Zhili mena de nouvelles attaques sur le QG du 3e échelon basé à Machang (马厂), faisant plus de sept mille morts et prisonniers. Les troupes du Fengtian durent abandonner Yangliuqing (杨柳青) et retraitèrent vers Beicang (北仓). Tout en préparant la défense à  Junliangcheng (en), les troupes du Fengtian tombèrent sur une force Zhili venue en renfort de vingt mille hommes acheminés par train. Vaincus, les survivants de l'armée du Fengtian se réfugièrent à Luanzhou.
À cette date, il était évident que la clique du Fengtian avait subi une défaite majeure et le 5 mai 1922 et n'avait plus les moyens d'empêcher la 23e division de l’armée du Zhili de Wang Chengbin (王承斌) de prendre Tianjin.
Le Fengtian perdit au cours de la guerre près de 20 000 morts. S'y ajoutent les 10 000 soldats qui ont déserté et 40 000 soldats faits prisonniers par la clique du Zhili.

## Conséquences
À cette époque, les Britanniques ont convaincu la clique du Zhili que leur consul basé à Luanzhou pourrait négocier un traité de paix et mettre fin aux hostilités. Le consul britannique proposa à Zhang Zuolin de retirer toutes ses troupes de la région environnante de Shanhaiguan et, qu'en échange, le Zhili cesserait le combat. Le 18 juin 1922, les diplomates des deux belligérants signèrent le traité de paix à bord d’un navire de guerre britannique ancré au large de la côte de Qinghuangdao, acceptant les suggestions britanniques. Shanhaiguan est donc devenue la frontière entre les deux cliques.
La première guerre de Zhili-Fengtian s'achève donc sur une victoire retentissante du Zhili. La clique du Fengtian se retira en Mandchourie, tandis que Zhili reprit le contrôle total du gouvernement central à Pékin. La clique du Zhili dominera complètement le gouvernement chinois jusqu’au coup d’état de Pékin de 1924.